# Серхіо Уго Санчес Баллівіан
Серхіо Уго Санчес Баллівіан (ісп. Sergio Hugo Sánchez Ballivián) (18 лютого 1950) — болівійський дипломат. Надзвичайний і Повноважний Посол Болівії в Україні за сумісництвом.

## Життєпис
У 2002—2004 рр. — Генеральний секретар Amazon Cooperation Treaty Organization
З 5 жовтня 2004 по 2011 рр. — Надзвичайний і Повноважний Посол Болівії в РФ
У 2008—2011 рр. — Надзвичайний і Повноважний Посол Болівії в Україні за сумісництвом.
У 2008—2011 рр. — Надзвичайний і Повноважний Посол Болівії в Грузії за сумісництвом.
У 2008—2011 рр. — Надзвичайний і Повноважний Посол Болівії в Монголії за сумісництвом.